# Орловский сельский совет (Крым)
Орло́вский се́льский сове́т (укр. Орлівська сільська рада, крымскотат. Bay Boluş köy şurası, Бай Болуш кой шурасы), согласно законодательству Украины — административно-территориальная единица в Красноперекопском районе Автономной Республики Крым.
Население по переписи 2001 года — 2300 человек. Площадь сельсовета — 48 км².
К 2014 году состоял из 4 сёл:
- Орловское
- Знаменка
- Новониколаевка
- Шатры

## История
В 1930-х годах в Крыму на данной территории был образован Бай-Балушский сельсовет (к 1940 году уже существовал). Указом Президиума Верховного Совета РСФСР от 21 августа 1945 года он был переименован в Орловский сельский совет. С 25 июня 1946 года сельсовет в составе Крымской области РСФСР. 26 апреля 1954 года Крымская область была передана из состава РСФСР в состав УССР. К 15 июня 1960 года сельсовет был упразднён и восстановлен к 1971 годув современном составе.
С 12 февраля 1991 года сельсовет в восстановленной Крымской АССР, 26 февраля 1992 года переименованной в Автономную Республику Крым. С 21 марта 2014 года в составе Крыма аннексирован Россией. Законом «Об установлении границ муниципальных образований и статусе муниципальных образований в Республике Крым» от 4 июня 2014 года территория административной единицы была объявлена муниципальным образованием со статусом сельского поселения.